# Rugzijde van een schilderij
Rugzijde van een schilderij (Deens: Bagsiden af et indrammet maleri) is een schilderij van Cornelis Gysbrechts uit het 1670. Het schilderij wordt beschouwd als een meesterwerk van trompe-l'œil wegens de bedrieglijk echte weergave van de achterkant van een ingelijst schilderij. Het wordt soms gezien als een zeer vroeg voorbeeld van conceptuele kunst. Het werk maakt deel uit van de collectie van het Statens Museum for Kunst in Kopenhagen.

## Geschiedenis
Het schilderij wordt voor het eerst schriftelijk vermeld in de inventaris  van de kunstkammer van de koninklijke familie van Denemarken van 1 augustus 1674, tijdens het bewind van Christiaan V. Het schilderij was een opdracht van zijn vader, Frederik III, een verwoed verzamelaar, vooral van Vlaamse schilderkunst. Misschien dat dit hem ertoe bracht om Gysbrechts in dienst te nemen als hofschilder.
De voor zijn tijd zeer originele benadering van trompe-l'œil maakte het werk geschikt om te worden opgenomen in een kunstkabinet. Toen het schilderij gemaakt werd bevond deze kunstkammer zich nog in het kasteel van Kopenhagen, maar een paar jaar later volgde een verhuizing naar een nieuw gebouw, het Museum Regium. Hier werd het schilderij in de entreehal tentoongesteld, samen met een ander schilderij van Gysbrechts, een trompe-l'œil van een volledige schildersezel. Wellicht leunde het tegen de muur, zodat het idee dat het schilderij nog moest worden opgehangen werd versterkt. In het Statens Museum for Kunst wordt het nog op deze manier gepresenteerd.

## Voorstelling
Het schilderij toont het achteraanzicht van een middelgroot, rechthoekig schilderij. Een gevlekt, bruingrijs canvas is gespannen over een houten spieraam en omlijst door een ongeveer twee keer zo brede sierlijst die duidelijk zwarte gebruikssporen vertoont. De vier stroken van het spieraam zijn door houten bouten met elkaar verbonden. De sierlijst en het spieraam zijn aan elkaar bevestigd met zes spijkers die min of meer scheef zijn geslagen, twee aan de lange en een aan de korte kant. In de linker bovenhoek is een briefje met het cijfer 36 vastgemaakt met een stipje zegellak. Het licht valt van linksboven op het schilderij, zodat de lijst en het spieraam sterke L-vormige schaduwen werpen en het ezelsoor van het briefje een onregelmatige schaduwplek op het doek tekent.

## Afbeelding

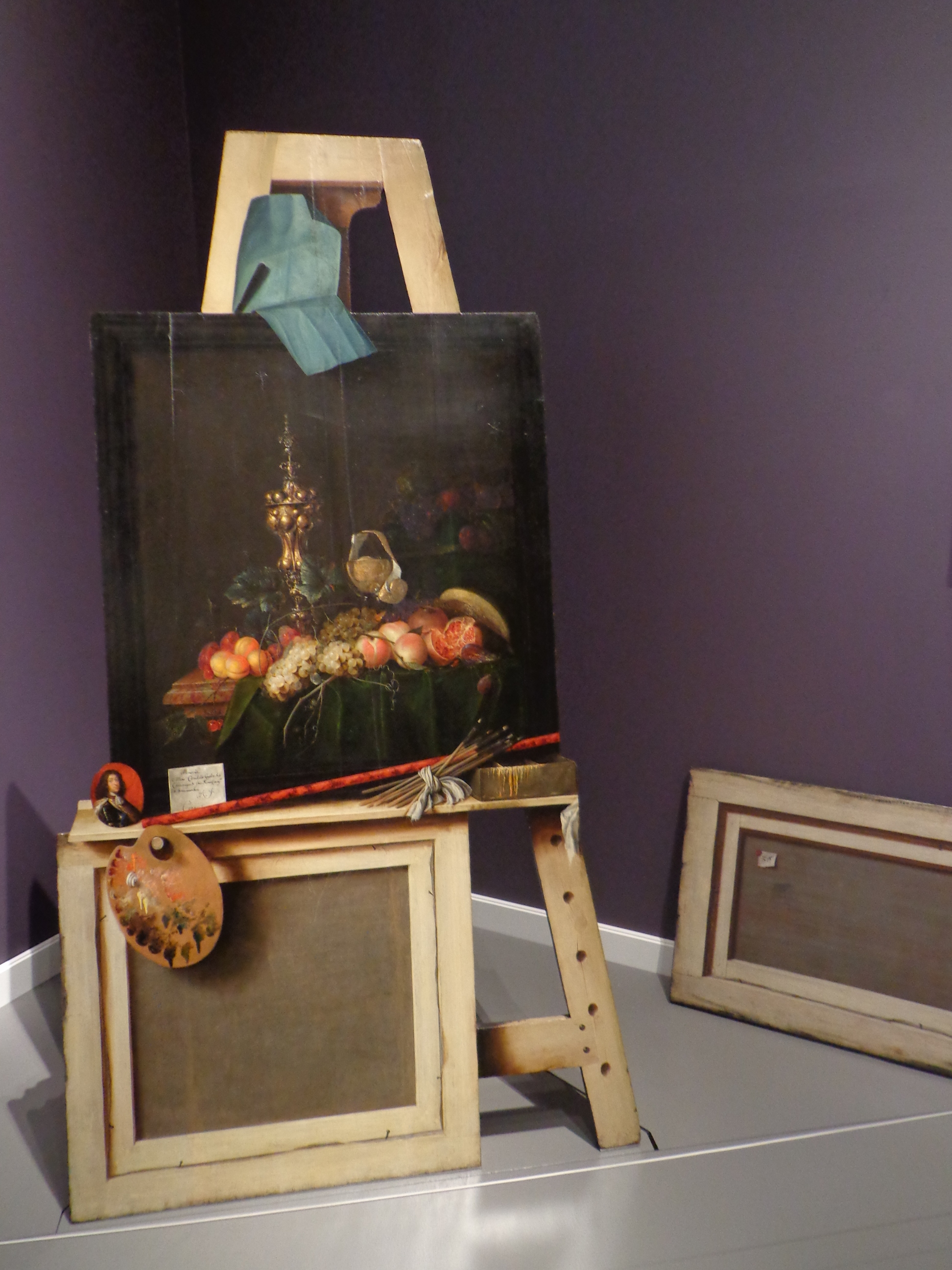
De twee werken van Gysbrechts in het SMK (2013)